# La cucina
Roman La cucina avtorice Lily Prior je bil preveden v več jezikov. V slovenščino ga je prevedla Olivera Baumgartner-Jackson. 
Roman opisuje družino, hrano, strast do kuhanja in večno navdušenost za romantiko. V knjigi najdemo tudi nekaj receptov iz tradicionalne italijanske kuhinje. Je zgodba o neskončni ljubezni, ki nas povezuje, pomirja in nam daje moč.

## Vsebina
Sicilijanka Rosa Fiore je že od ranega otroštva vedno našla tolažbo v domači kuhinji. La cucina je srce vsake hiše in je kraj, kjer so generacije žensk družine Fiore pripravljale najrazličnejše dobrote. Družinsko življenje pa se je odvijalo okoli stare mize v kuhinji.
Rosa je že kot najstnica znala pripravljati najrazličnejše jedi in je tako kmalu postala znana kot najboljša kuharica v vsem kraju. Zaljubljenost v mladega Bartolomea se je končala tragično, ko ga je Bartolomejev oče ubil zaradi razžalitve družine. Rosa se je tako najprej zatekla v domačo kuhinjo, kasneje pa se je preselila v Palermo. Zaposlila se je kot knjižničarka v Palermu in tam ostala petindvajset let.
Nekega dne je Rosa v knjižnici srečala skrivnostnega kuharja I'Ingleseja, ki je raziskoval dediščino sicilijanske kuhinje in se vanj zaljubila. Vse poletje ga je Rosa učila skrivnosti sicilijanske kuhinje, njen ljubimec pa jo je naučil čutne ljubezni.  I'Inglese nenadoma izgine in Rosa po nesreči v kuhinji pristane v bolnišnici, od koder se nato vrne domov na kmetijo. V domačem okolju spet splete vez z družino in odkrije resnico o svojih domačih in ljubljenih. V življenju pa jo vedno spremlja La cucina.

## Izdaje in prevodi
Knjiga je v Sloveniji prvič izšla leta 2004.